# Тва

Флаг тва

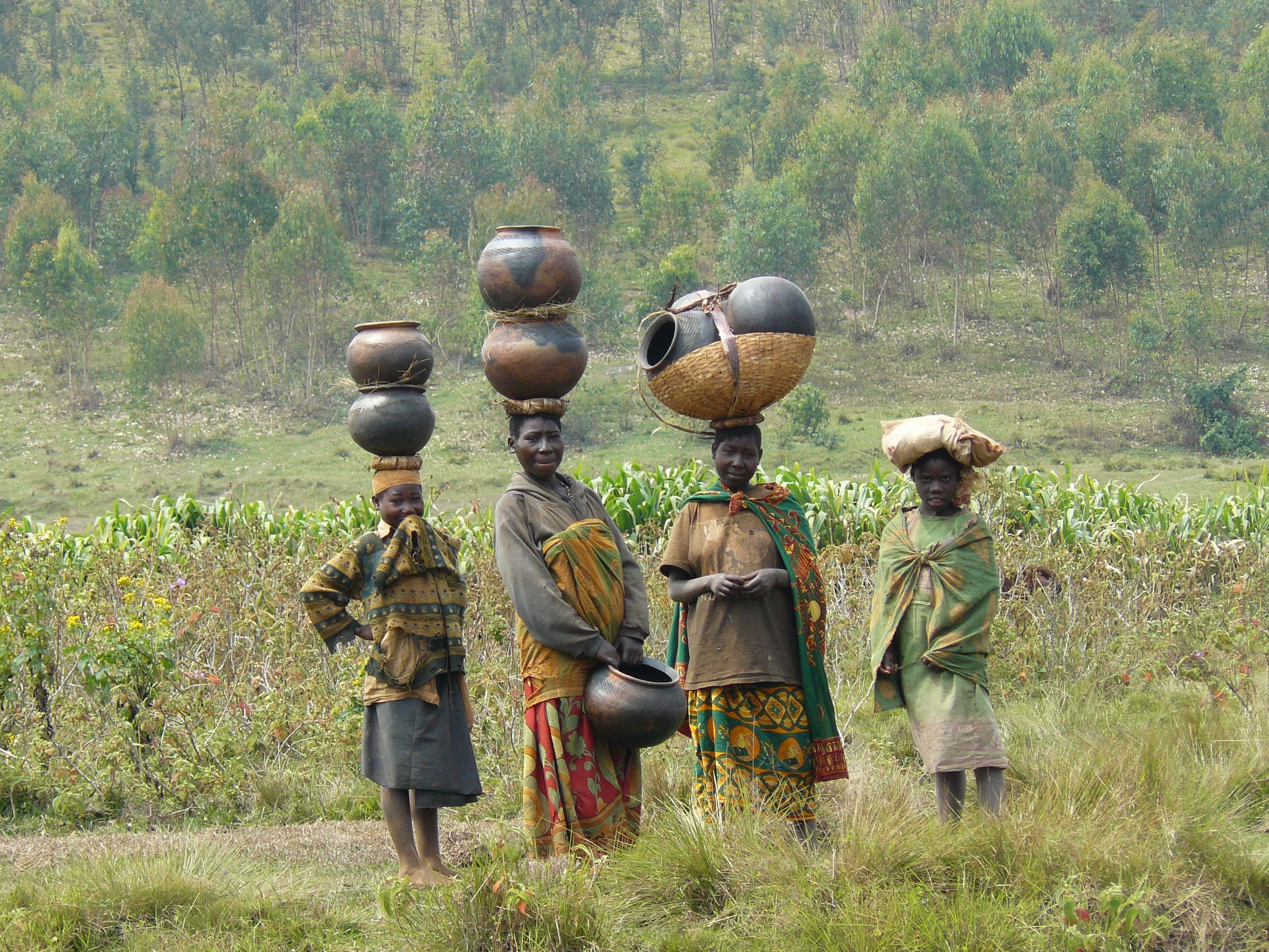
Женщины народа тва

Тва, или батва («ба-» — показатель множественного числа), — пигмейский народ в Центральной Африке, один из трёх крупнейших народов в государствах Руанда и Бурунди. Численность в начале XXI века составляла около 322 тыс. человек.
Тва, коренной народ Центральной Африки, были покорены банту-язычными племенами хуту, вторгшимися сюда в Средние века. Позднее, около XV века, пришедшие с севера (вероятно, из Эфиопии) племена тутси покорили как хуту, так и тва.
Как и другие пигмейские народы, тва утратили свой первоначальный язык и перешли на язык завоевателей-хуту.
Тва обычно заселяли труднодоступные аграрные зоны и, таким образом, живут на периферии современного африканского общества. Ведут натуральное хозяйство, хотя до прибытия хуту были охотниками и собирателями. Живут в небольших поселениях, в домах из тростника, обмазанных глиной, или из кирпича-сырца. Сельскохозяйственные работы осуществляют гончары, так же для торговли.

## Генетика
Для выявления мутаций, объясняющих миниатюрность пигмеев, учёные сопоставили геномы пигмеев из племени батва и их соседей-земледельцев бакига, а также пигмеев бака и их соседей-земледельцев нзебе и нзими. Выяснилось, что однонуклеотидные полиморфизмы, отвечающие за низкий рост, у пигмеев батва и бака отличаются, а значит карликовость у африканских племён является результатом конвергентной эволюции.

## Этническая история
Тва были первой группой в Руанде, занявшей семантический полюс отрицательной несхожести, и их пример служил в качестве модели, которая повлияла на последующее выделение различий между тутси и хуту.